# Szuzuki Dzsun
Szuzuki Dzsun (Mijagi, 1961. augusztus 17. –) japán korosztályos válogatott labdarúgó.

## Pályafutása

### Válogatottban
A japán U20-as válogatott tagjaként részt vett az 1979-es ifjúsági labdarúgó-világbajnokságon.

### Edzői statisztika
| Csapat            | Nemzet   | –tól     | –ig      | Mérkőzések | Mérkőzések | Mérkőzések | Mérkőzések | Mérkőzések |
| Csapat            | Nemzet   | –tól     | –ig      | M          | Gy         | V          | D          | Gy %       |
| ----------------- | -------- | -------- | -------- | ---------- | ---------- | ---------- | ---------- | ---------- |
| Montedio Yamagata | Japán    | 2004     | 2005     | 88         | 35         | 30         | 23         | 39,8       |
| Albirex Niigata   | Japán    | 2006     | 2009     | 136        | 51         | 32         | 53         | 37,5       |
| Omiya Ardija      | Japán    | 2010     | 2012     | 73         | 24         | 22         | 27         | 32,9       |
| JEF United Chiba  | Japán    | 2013     | 2014     | 61         | 25         | 18         | 18         | 41,0       |
| Összesen          | Összesen | Összesen | Összesen | 358        | 135        | 102        | 121        | 37,7       |